# فرودگاه جینگانگشان
فرودگاه جینگانگشان (به انگلیسی: Jinggangshan Airport) یک فرودگاه با کد یاتا JGS است . این فرودگاه در کشور چین قرار دارد و در ارتفاع ۸۶ متری از سطح دریا واقع شده‌است.

## شرکت‌های هواپیمایی و مقصدهای پروازی
| شرکت‌های هواپیمایی   | مقصدهای پروازی                                    |
| ------------------- | ------------------------------------------------- |
| ایر چاینا           | پکن                                               |
| Chengdu Airlines    | چنگدو شوانگلیو، زیامن گائوچی                      |
| هواپیمایی شرقی چین  | نانجینگ لوکو, نانینگ ووژو, شنژن بن، شی‌آن شیان‌یانگ |
| هواپیمایی جنوبی چین | بایون گوآنگجو                                     |
| شانگهای ایرلاینز    | هایکو میلان، شانگهای هونگچیائو                    |
| تیانجین ایرلاینز    | نانچانگ چانگبی، تیانجین بینهای                    |